# Missy Peregrym
Melissa (Missy) Peregrym (Montreal, 16 juni 1982) is een Canadees actrice en voormalig model. Ze speelde in 2006 in de film Stick It met onder andere Jeff Bridges en was achtereenvolgens te zien in de televisieseries Heroes (2007), Reaper (2007-2009) en Rookie Blue (2010-2015).

## Biografie

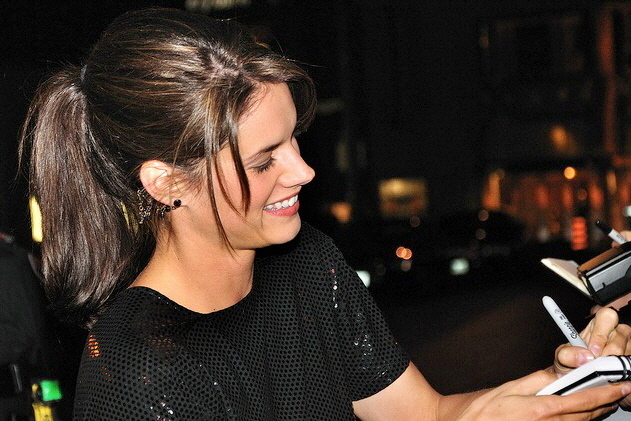
Peregrym op het Toronto Film Festival (2010).

Peregrym is een dochter van een dominee en diens vrouw. Ze werd - net als haar twee zussen - geboren in Montreal, maar groeide op in Vancouver en Surrey. In een interview vertelde ze dat ze als kind een 'tomboy' was. Ze sportte veel, was een tijdlang coach van een basketbalploeg op een high school en wilde graag docente gymnastiek worden. Ze begon haar loopbaan op achttienjarige leeftijd als model. Als actrice gaat haar voorkeur echter uit naar rollen waarbij het niet enkel om een mooi uiterlijk draait.
Enkele optredens in reclamespotjes (onder meer voor Mercedes-Benz en de Olympische Spelen) leidden tot het begin van haar acteercarrière. In 2002 maakte ze haar debuut als actrice met een gastrol in een aflevering van de serie Dark Angel. Na een rol als prostituee in de televisiefilm Call Me: The Rise and Fall of Heidi Fleiss (2004), waar ze later veel spijt van had, kreeg ze de rol van Jackie Bradford in de serie Life As We Know It toebedeeld. Ze was te zien in Catwoman (met Halle Berry in de hoofdrol), maar stond niet vermeld op de aftiteling van deze film. In 2006 speelde ze de hoofdrol in de film Stick It. Van 2007 tot 2009 speelde Peregrym in de serie Reaper. In 2008 en 2009 werd ze hiervoor genomineerd voor een Leo Award, een filmprijs voor mensen uit Brits-Columbia.
Ze speelde tevens in Heroes en Rookie Blue. In Rookie Blue speelt ze de rol van Andy McNally, de vriendin van detective Luke Callaghan (Eric Johnson) terwijl ze zich constant aangetrokken voelt tot 'bad boy' agent Sam Swarek (Ben Bass). In Reaper was zij als Andi Prendergast verliefd op hoofdpersonage Sam Oliver (Bret Harrison). De makers van Rookie Blue vertelden haar voorafgaand aan de eerste opnamen dat ze de namen van de personages zouden veranderen, maar lieten deze toch hetzelfde.

### Persoonlijk leven
In 2007 had Peregrym een relatie met de Americanfootballspeler Ben Roethlisberger. 
Peregrym was van juni 2014 tot april 2015 getrouwd met de Amerikaanse acteur Zachary Levi.
Peregrym is op 30 december 2018 in Los Angeles getrouwd met de Australische acteur Tom Oakley. Het echtpaar heeft een zoon.

### Overige activiteiten
- In 2006 nam Peregrym deel aan een actie van het bedrijf TOMS Shoes, waarbij in Argentinië schoenen werden gegeven aan kinderen in armoede.[10]

## Filmografie

### Televisieseries
- Dark Angel (2002) - Hottie Blood
- The Chris Isaak Show (2002) - Julia
- Black Sash (2003) - Tory Stratton
- Jake 2.0 (2003) - meisje in een café
- Tru Calling (2003) - Gina
- Smallville (2004) - Molly Griggs
- Andromeda (2004) - Lissett
- Life As We Know It (2004-2005) - Jackie Bradford
- Smallville: Vengeance Chronicles (2006) - Molly Griggs
- Heroes (2007) - Candice Wilmer
- Reaper (2007-2009)
- Rookie Blue (2010-2015) - Andy McNally
- Cybergeddon (2012) - Chloe Jocelyn
- Van Helsing (2017-2018) - Scarlett Harker
- FBI (2018-heden) - Special Agent Maggie Bell

### Films
- Call Me: The Rise and Fall of Heidi Fleiss (2004, televisiefilm) - Tina
- Catwoman (2004) - proefpersoon
- Stick It (2006) - Haley Graham
- Wide Awake (2007, televisiefilm) - Cassie Wade
- Backcountry (2014) -  Jenn